# Friso de Beethoven

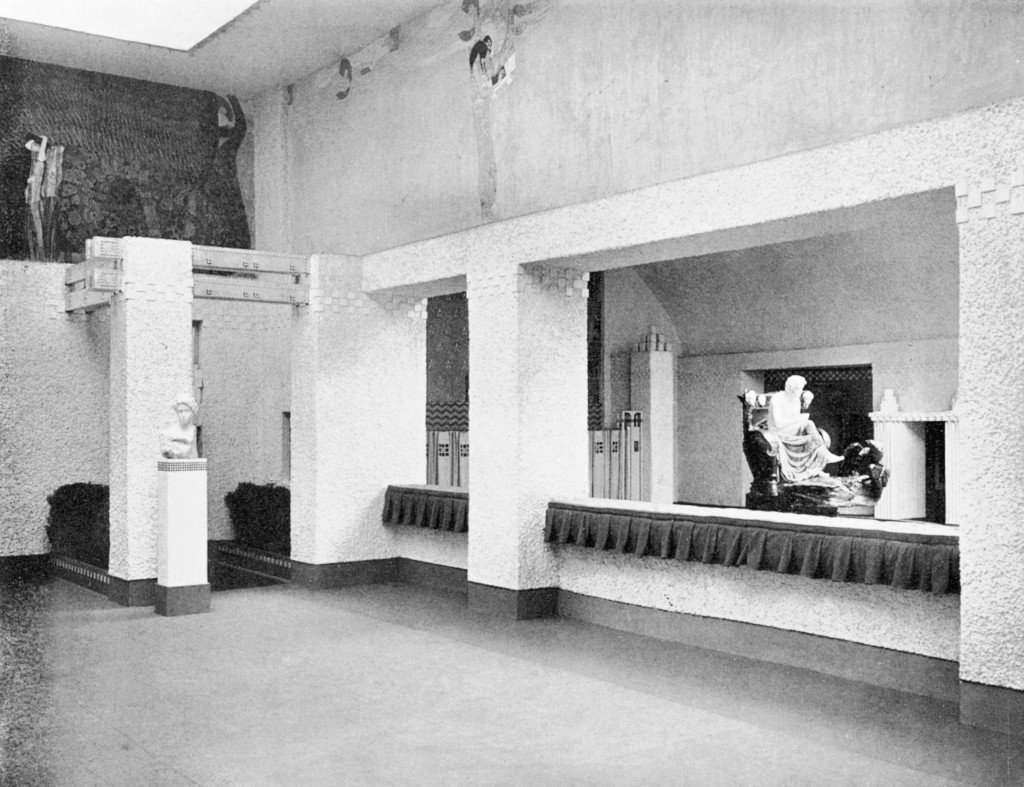
"Friso de Beethoven" durante la Exposición de la Asociación de Bellas Artes de la Secesión de Austria en 1902.

El Friso de Beethoven es un mural alegórico del artista modernista austriaco Gustav Klimt.
En 1902, Klimt terminó el Friso de Beethoven para la XIV Exposición de la Secesión vienesa con el objetivo de homenajear al compositor. El friso acompañó y brindó protagonismo a la estatua polícroma esculpida por Max Klinger representando a Beethoven (véase imagen a la derecha). Destinado exclusivamente a la exposición, el friso se pintó directamente sobre las paredes con materiales ligeros. Tras la exposición la pintura se conservó, pero no volvió a exhibirse sino hasta 1986. Hoy en día se puede visitar en el Pabellón de la Secesión de Viena.
El friso provocó fuertes críticas entre el público. Las figuras representadas desnudas y sin idealizar se consideraron repugnantes, en especial las Gorgonas, la Lujuria, la Impudicia y la Desmesura. En general, la exposición resultó un fracaso. En 1903, el coleccionista Carl Reininghaus compró el friso y lo dividió en siete partes. En 1915 se lo vendió al industrial August Lederer, uno de los principales partidarios de Klimt y poseedor de muchas de sus obras. En 1938 se lo confiscó el gobierno nazi, como muchas obras pertenecientes a ricas familias de origen judío, y solo fue devuelto a la familia después de la guerra.
En 1973 fue comprado por el gobierno de Austria y comenzó una exhaustiva labor de restauración bajo la dirección de Manfred Koller, que duró diez años. Después de la restauración también del edificio sede de la Secesión en 1985, se creó una sala en el sótano específicamente para exhibir el friso. Volvió a ser así expuesto desde 1986.

## Descripción
El friso, con un total de 34 m, está compuesto de tres partes sobre fondo blanco en otras tantas paredes con continuidad entre sí: “El anhelo de felicidad” se encuentra con “Las fuerzas enemigas” y triunfa con el “Himno a la alegría”.

### El anhelo de felicidad

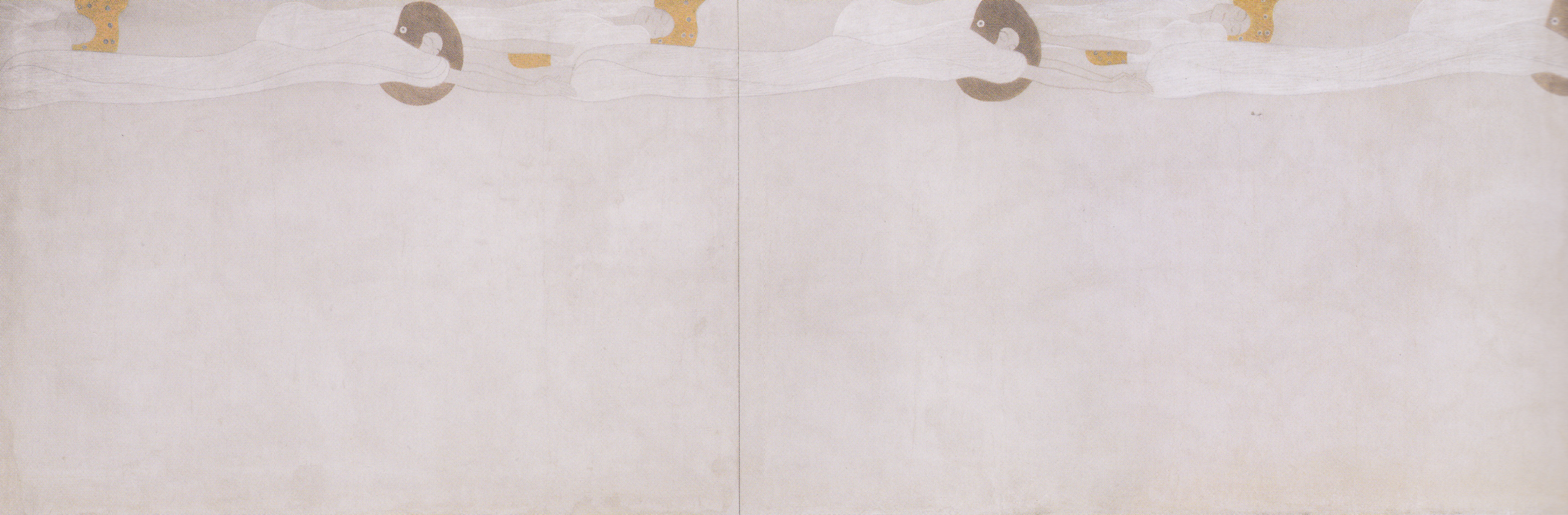
Muro izquierdo: El anhelo de felicidad está representado por las figuras femeninas suspendidas en el aire.
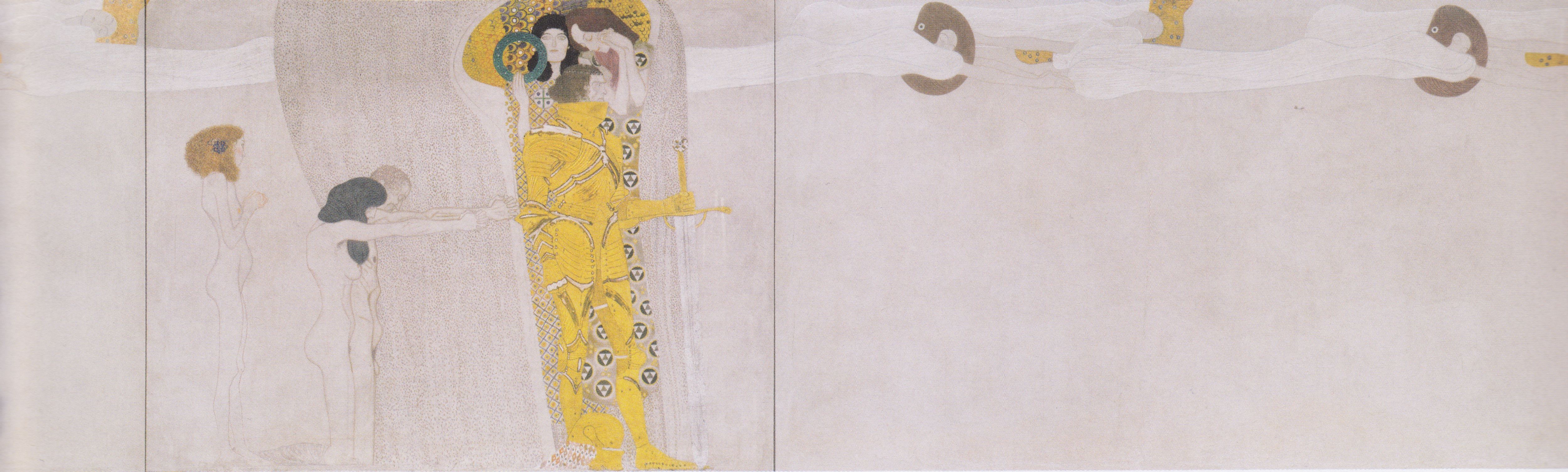
Muro izquierdo (continuación): Una niña de pie y una pareja arrodillada con las manos extendidas y suplicantes representan los sufrimientos de la Humanidad. La Humanidad sufriente implora al caballero dorado que emprenda por ellos la lucha por la felicidad. El caballero es apoyado por dos figuras femeninas, la Ambición (sosteniendo una corona de laurel) y la Compasión (entrelazando los manos), quienes son los impulsos internos que le mueven a luchar por conseguir la felicidad.

### Las fuerzas enemigas

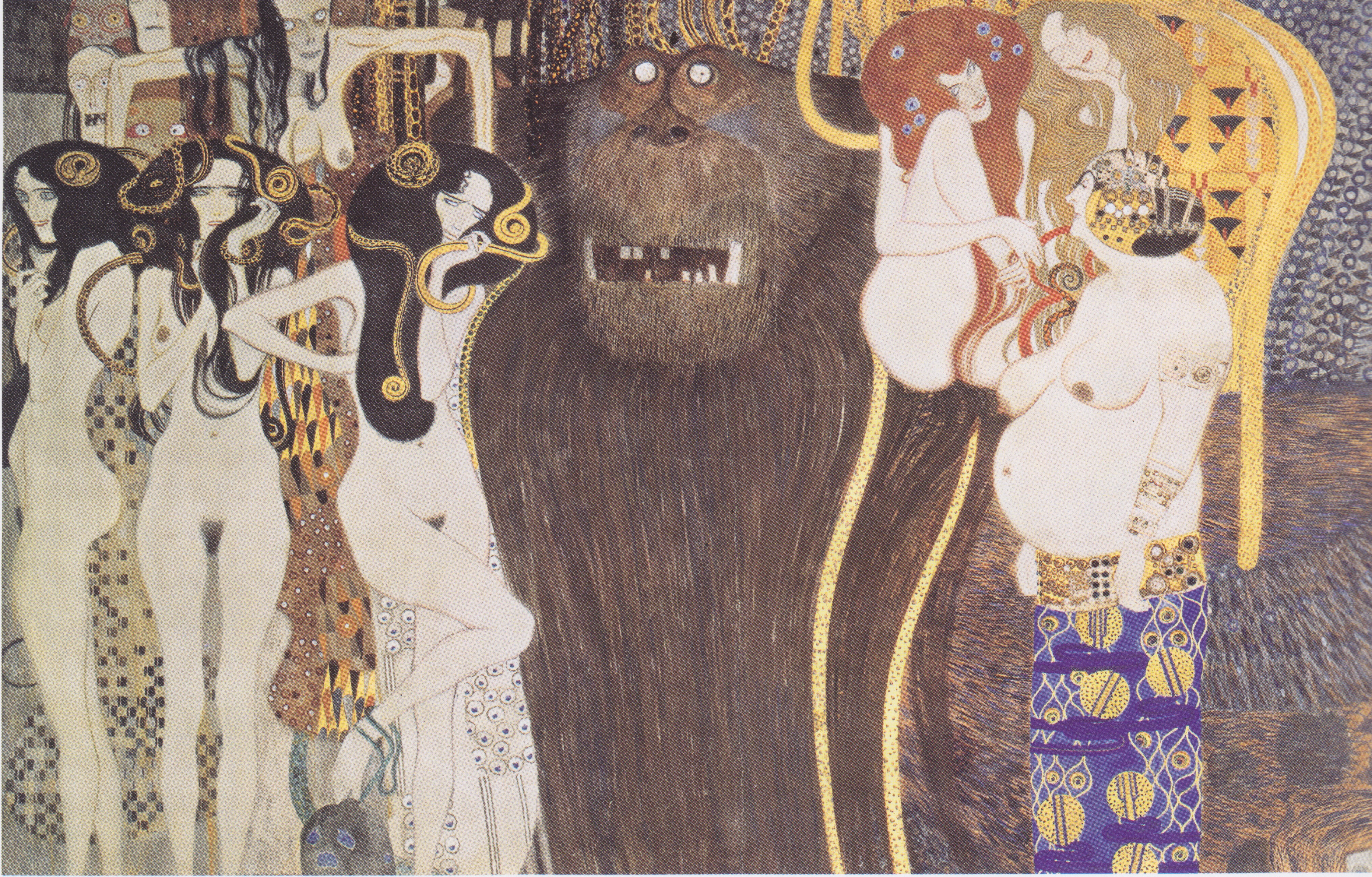
Muro central: El gigante Tifeo, contra el que incluso los dioses lucharon en vano, está representado por un monstruo alado: un enorme oso peludo alado que simboliza la torpe Materia; sus hijas, las tres Gorgonas con serpientes en el cabello, lo acompañan como fuerzas hostiles (del lado izquierdo). A ellos se unen la Enfermedad, la Locura y la Muerte (las cabezas como de muñeca y la anciana tras ellas) quienes acechan desde detrás. La Lujuria, la Impudicia y la Incontinencia (las tres figuras femeninas junto al monstruo) se suman al bando del enemigo.
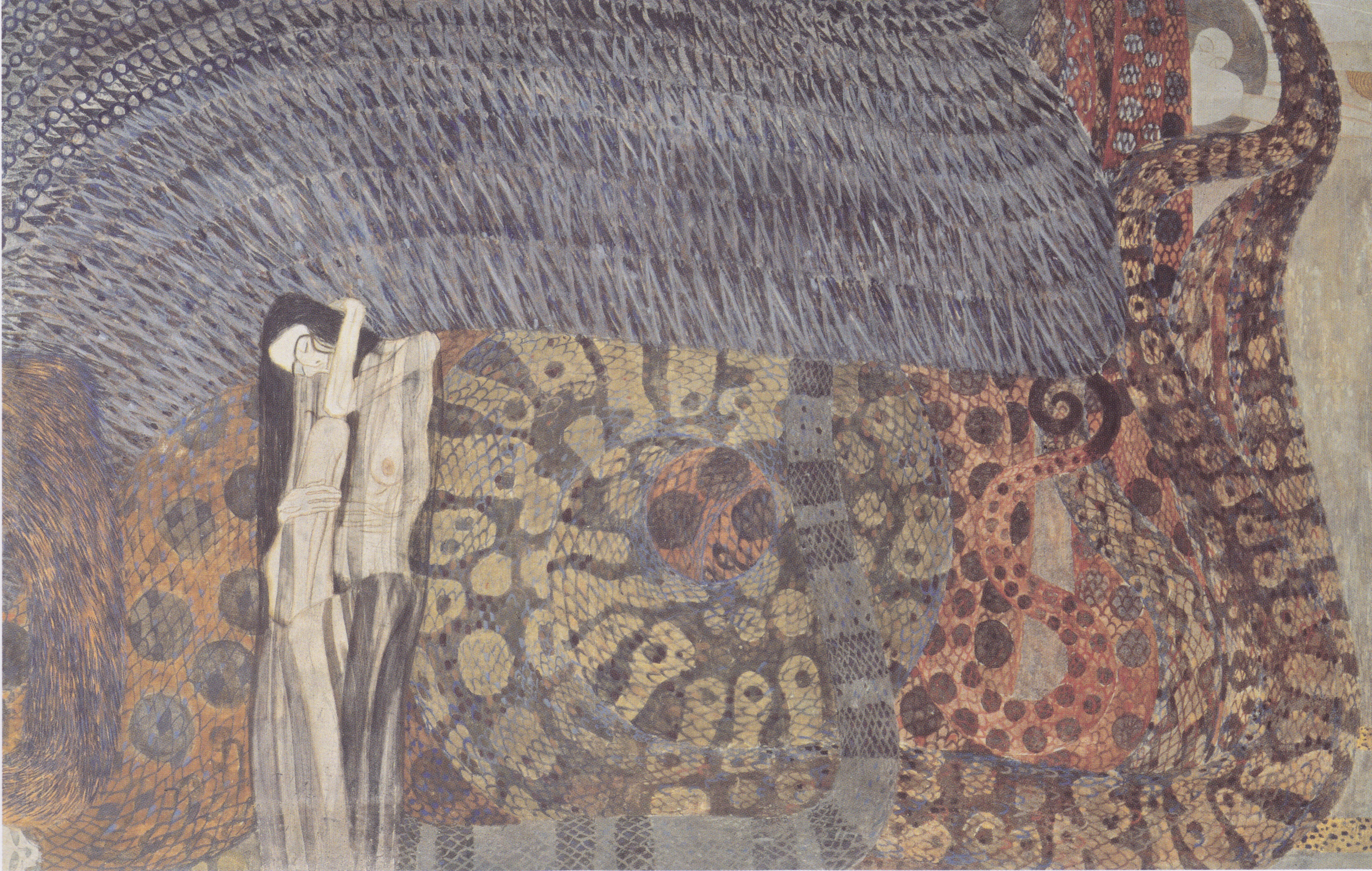
Muro central (continuación): La Pena aguda (en cuclillas) muestra su esquelética figura miserable. El anhelo de felicidad de la humanidad logra alejarse volando por encima.

### Himno a la alegría

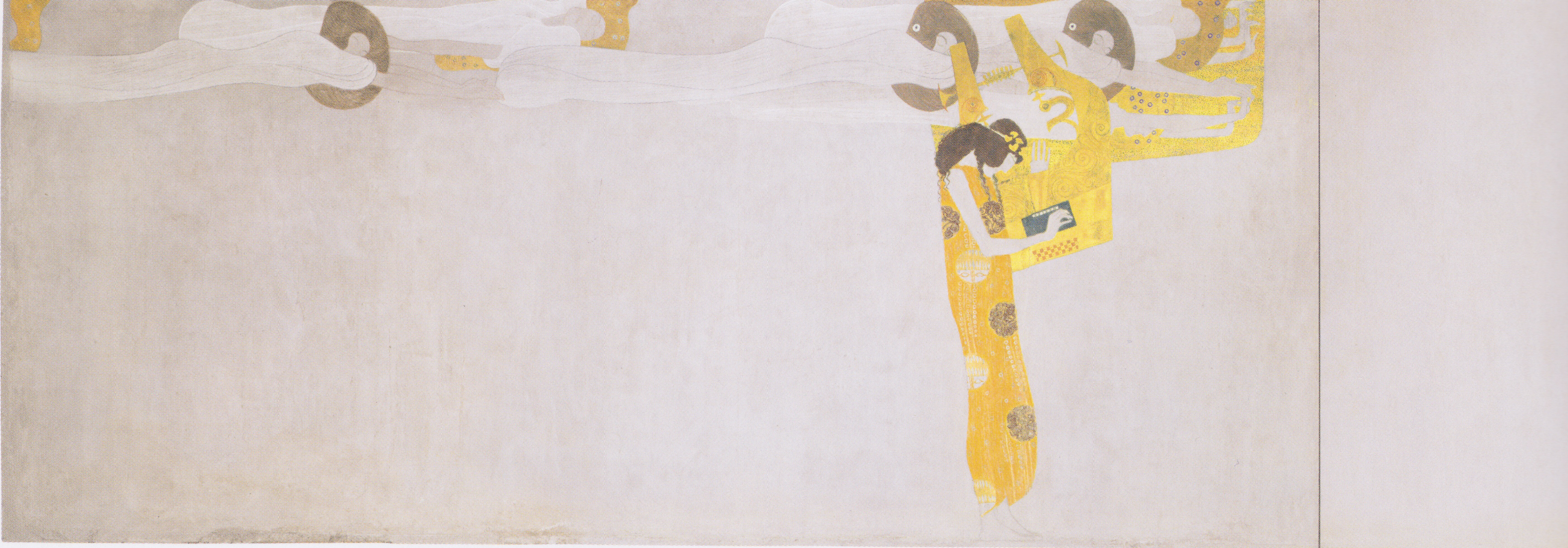
Muro derecho: El anhelo de felicidad (figuras suspendidas) encuentra reposo en la Poesía (figura femenina de túnica dorada que toca la cítara). A continuación, hay un espacio en blanco en el muro. Klimt dejó ese espacio libre de modo intencional. Originalmente, entre las secciones del friso, había una abertura en la pared; esta ofrecía una vista a la escultura de Beethoven hecha por Max Klinger (véase imagen al inicio del artículo).
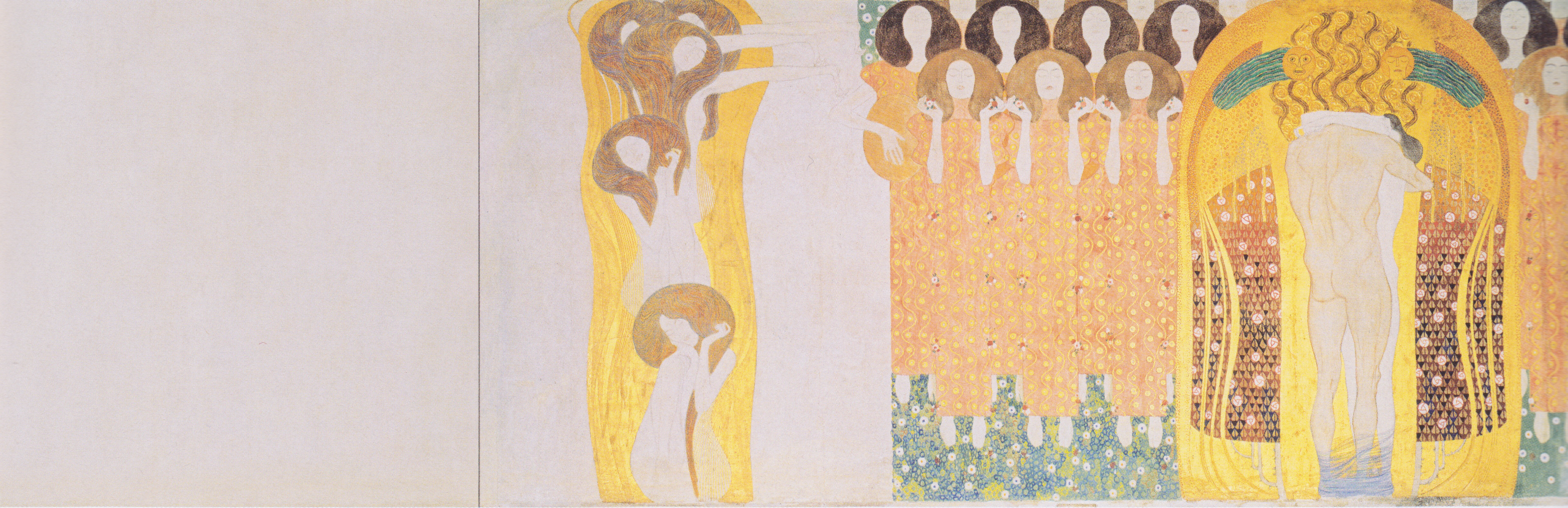
Muro derecho (continuación): Las Artes (cinco figuras femeninas dispuestas una sobre otra) apuntan al reino de las Ideas, los Ideales y la Felicidad. Apuntan, específicamente, a un coro de ángeles del Paraíso, el cual representa el canto de los versos: “¡Alegría, hermosa chispa de los dioses, hija del Elíseo! [...] ¡Abrazaos, criaturas innumerables! ¡Que ese beso alcance al mundo entero!” Tales versos provienen de la Oda a la Alegría, obra de Friedrich Schiller que sirvió de inspiración e hilo conductor a Beethoven para componer su novena sinfonía. A la derecha, el caballero llega al final del viaje y desnudo se hunde en ese maravilloso beso aludido por los versos, convirtiendo su entorno en uno celestial. Así, se representa que son las Artes las que nos conducen al Reino Ideal, al único en el que podemos encontrar alegría pura, felicidad pura y amor puro.